# جيمس دبليو. هيغينز
جيمس دبليو. هيغينز (بالإنجليزية: James W. Higgins)‏ هو شخصية أعمال وسياسي أمريكي، ولد في 6 سبتمبر 1896. حزبياً، نشط في الحزب الديمقراطي. وقد انتخب عضو جمعية ولاية ويسكونسن.